# Modaser Zekria
Modaser Zekria (* 25. Juni 1990) ist ein schwedisch-afghanischer Fußballspieler.

## Karriere

### Vereinskarriere
Nach einer Saison 2010 beim Värmdö IF wechselte Zekria eine Liga höher zum schwedischen Drittligisten Hammarby Talang FF. Dort absolvierte er ein Spiel, bevor er den Verein wieder verließ. Anschließend spielte der Mittelfeldspieler in mehreren unterklassigen Vereinen, bevor er sich im August 2014 wieder einem Drittligisten, dem IK Brage anschloss.

### Nationalmannschaft
Zekria debütierte für die afghanische Nationalmannschaft am 29. Mai 2015 beim Freundschaftsspiel gegen Laos (2:0). Zudem kam er vier Tage später gegen Bangladesch (1:1) zum Einsatz.